# Club de Fútbol Torre Levante Orriols
El Club de Fútbol Torre Levante Orriols es un equipo de fútbol español con sede en Valencia, en la Comunidad Valenciana. Fundado en 1976, juega en la Regional Preferente de la Comunidad Valenciana, con partidos en casa en el campo municipal de Orriols, que tiene una capacidad de 2.000 espectadores.

## Historia
El CF Torre Levante Orriols se fundó en 1976, y desde entonces lleva una larga trayectoria por el fútbol regional a nivel amateur, siendo 2014 el año de máximo éxito al entrar en la promoción de ascenso a tercera división por segunda vez y conseguir el ansiado ascenso, quedando en tercera posición en la liga y habiendo eliminado a la UD Horadada y al Burjassot CF.
A nivel de fútbol base ha cosechado muchísimos éxitos, siendo también larga la trayectoria por las categorías regionales a nivel de cadetes y juveniles y siendo últimamente un club que ha echado raíces en categorías nacionales como la Liga Nacional que es la categoría de plata y la liga de División de Honor juvenil, siendo ésta la máxima categoría juvenil a nivel nacional.
A nivel de cadetes se han conseguido algunos ascensos a Liga Autonómica pero poco a poco hay que conseguir que esa categoría sea un lugar donde el periodo de permanencia sea constante por parte de nuestro club.
El club lleva años teniendo un relación de convenio con el Atlético de Madrid.

## Temporadas
| Temporada | Tier | División   | Puesto | Copa del Rey |
| --------- | ---- | ---------- | ------ | ------------ |
| 1976/77   | 8    | 3.ª Reg.   | —      |              |
| 1977/78   | 8    | 3.ª Reg.   | —      |              |
| 1978/79   | 8    | 3.ª Reg.   | —      |              |
| 1979/80   | 8    | 3.ª Reg.   | —      |              |
| 1980/81   | 8    | 3.ª Reg.   | 4      |              |
| 1981/82   | 8    | 3.ª Reg.   | 5      |              |
| 1982/83   | 8    | 3.ª Reg.   | 10     |              |
| 1983/84   | 7    | 2.ª Reg.   | 11     |              |
| 1984/85   | 7    | 2.ª Reg.   | 5      |              |
| 1985/86   | 7    | 2.ª Reg.   | 7      |              |
| 1986/87   | 7    | 2.ª Reg.   | 8      |              |
| 1987/88   | 7    | 2.ª Reg.   | 4      |              |
| 1988/89   | 7    | 2.ª Reg.   | 3      |              |
| 1989/90   | 7    | 2.ª Reg.   | 3      |              |
| 1990/91   | 6    | 1.ª Reg.   | 11     |              |
| 1991/92   | 6    | 1.ª Reg.   | 10     |              |
| 1992/93   | 6    | 1.ª Reg.   | 7      |              |
| 1993/94   | 6    | 1.ª Reg.   | 7      |              |
| 1994/95   | 6    | 1.ª Reg.   | 1      |              |
| 1995/96   | 5    | Reg. Pref. | 14     |              |

| Temporada | Tier | División   | Puesto | Copa del Rey |
| --------- | ---- | ---------- | ------ | ------------ |
| 1996/97   | 5    | Reg. Pref. | 18     |              |
| 1997/98   | 5    | Reg. Pref. | 7      |              |
| 1998/99   | 5    | Reg. Pref. | 11     |              |
| 1999/00   | 5    | Reg. Pref. | 9      |              |
| 2000/01   | 5    | Reg. Pref. | 17     |              |
| 2001/02   | 6    | 1.ª Reg.   | 5      |              |
| 2002/03   | 6    | 1.ª Reg.   | 1      |              |
| 2003/04   | 5    | Reg. Pref. | 11     |              |
| 2004/05   | 5    | Reg. Pref. | 5      |              |
| 2005/06   | 5    | Reg. Pref. | 10     |              |
| 2006/07   | 5    | Reg. Pref. | 6      |              |
| 2007/08   | 5    | Reg. Pref. | 4      |              |
| 2008/09   | 5    | Reg. Pref. | 5      |              |
| 2009/10   | 5    | Reg. Pref. | 5      |              |
| 2010/11   | 5    | Reg. Pref. | 5      |              |
| 2011/12   | 5    | Reg. Pref. | 2      |              |
| 2012/13   | 5    | Reg. Pref. | 3      |              |
| 2013/14   | 4    | 3.ª        | 16     |              |
| 2014/15   | 4    | 3.ª        | 13     |              |
| 2015/16   | 4    | 3.ª        | 9      |              |

| Temporada | Tier | División   | Puesto | Copa del Rey |
| --------- | ---- | ---------- | ------ | ------------ |
| 2016/17   | 4    | 3.ª        | 9      |              |
| 2017/18   | 4    | 3.ª        | 6      |              |
| 2018/19   | 4    | 3.ª        | 19     |              |
| 2019/20   | 5    | Reg. Pref. | 10     |              |

- 6 temporadas en la Tercera División de España

## Instalaciones
La instalación cuenta con un campo de césped artificial y un campo específico para porteros.